# Tomás Romero Keubler
Tomás Lían Romero Keubler (Cherry Hill, condado de Camden, Nueva Jersey, 19 de diciembre de 2000) es un futbolista salvadoreño nacido en los Estados Unidos que juega como portero en New York City FC de la Major League Soccer. Es también jugador internacional absoluto con la selección de El Salvador.

## Trayectoria

### Comienzos
Romero fue inscrito en la academia del Philadelphia Union desde que estaba en octavo grado y ha pasado a través de las categorías inferiores hasta unirse al Bethlehem Steel Football Club.
En diciembre de 2017, Romero se comprometió a jugar fútbol universitario para la Universidad de Georgetown a partir de 2019. En diciembre de 2019, detuvo el penalti ganador del juego en el D1 National Championship, para llevar a los Georgetown Hoyas a su primer Campeonato Nacional.

### Bethlehem Steel F. C.
El 1 de abril de 2017, Romero hizo su debut profesional con el Bethlehem Steel en el día inaugural de la temporada 2017 contra los Rochester Rhinos. Mientras el Steel perdió el juego, Romero se convirtió en el portero más joven en aparecer en un partido de temporada regular de la USL con solo 16 años.

### Los Angeles F. C.
En enero de 2021, los derechos de Romero se canjearon del Philadelphia Union a Los Angeles Football Club a cambio de 50.000 dólares en dinero de asignación general. Romero firmó oficialmente su primer contrato profesional con el LAFC el 1 de febrero de 2021. El 23 de junio de 2021, Romero hizo su debut en la MLS en una victoria por 2-0 sobre el Football Club Dallas, manteniendo la portería a cero.

### Toronto FC
En noviembre de 2022 se unió al Toronto FC mediante el Draft de reingreso.

## Selección nacional
Romero Keubler es elegible para los Estados Unidos por nacimiento, y para El Salvador por ascendencia. Ha estado jugando con la selección de fútbol sub-17 de El Salvador desde agosto de 2016. Desde entonces, Romero fue convocado nuevamente para la participación de El Salvador en el Campeonato Sub-17 de la Concacaf de 2017 en Panamá.
El 31 de mayo de 2021, la Federación Salvadoreña de Fútbol emitió un comunicado de que Romero había declinado una invitación a la selección absoluta de El Salvador porque quería mantener la posibilidad de jugar para Estados Unidos. Finalmente debutó formalmente con la selección mayor de El Salvador en un partido amistoso 1-1 con Ecuador el 5 de noviembre de 2021.

## Estadísticas

### Clubes
Actualizado al último partido jugado el 6 de octubre de 2024.
| Bethlehem Steel FC Estados Unidos                                                                     | 2.ª                 | 2017                | 7  | (16)  | - | -   | - | - | 7  | (16)  | 0 |
| Bethlehem Steel FC Estados Unidos                                                                     | 2.ª                 | 2018                | 1  | (1)   | - | -   | - | - | 1  | (1)   | 0 |
| Bethlehem Steel FC Estados Unidos                                                                     | 2.ª                 | 2019                | 9  | (16)  | - | -   | - | - | 9  | (16)  | 0 |
| Bethlehem Steel FC Estados Unidos                                                                     | Total               | Total               | 17 | (33)  | 0 | 0   | 0 | 0 | 17 | (33)  | 0 |
| Las Vegas Lights Football Club Estados Unidos                                                         | 2.ª                 | 2021                | 5  | (12)  | - | -   | - | - | 5  | (12)  | 0 |
| Las Vegas Lights Football Club Estados Unidos                                                         | Total               | Total               | 5  | (12)  | 0 | 0   | 0 | 0 | 5  | (12)  | 0 |
| Los Angeles Football Club Estados Unidos                                                              | 1.ª                 | 2021                | 18 | (28)  | - | -   | - | - | 18 | (28)  | 0 |
| Los Angeles Football Club Estados Unidos                                                              | Total               | Total               | 18 | (28)  | 0 | 0   | 0 | 0 | 18 | (28)  | 0 |
| Las Vegas Lights Football Club Estados Unidos                                                         | 2.ª                 | 2022                | 13 | (25)  | - | -   | - | - | 13 | (25)  | 0 |
| Las Vegas Lights Football Club Estados Unidos                                                         | Total               | Total               | 13 | (25)  | 0 | 0   | 0 | 0 | 13 | (25)  | 0 |
| Toronto FC II · Canadá                                                                                | 3.ª                 | 2023                | 1  | (2)   | - | -   | - | - | 1  | (2)   | 0 |
| Toronto FC II · Canadá                                                                                | Total               | Total               | 1  | (2)   | 0 | 0   | 0 | 0 | 1  | (2)   | 0 |
| Toronto Football Club · Canadá                                                                        | 1.ª                 | 2023                | 6  | (13)  | - | -   | - | - | 6  | (13)  | 0 |
| Toronto Football Club · Canadá                                                                        | Total               | Total               | 6  | (13)  | 0 | 0   | 0 | 0 | 6  | (13)  | 0 |
| New York City FC II Estados Unidos                                                                    | 3.ª                 | 2024                | 4  | (9)   | 4 | (7) | - | - | 8  | (16)  | 0 |
| New York City FC II Estados Unidos                                                                    | Total               | Total               | 4  | (9)   | 4 | (7) | 0 | 0 | 8  | (16)  | 0 |
| New York City Football Club Estados Unidos                                                            | 1.ª                 | 2025                |    |       |   |     |   |   |    |       |   |
| New York City Football Club Estados Unidos                                                            | Total               | Total               | 0  | 0     | 0 | 0   | 0 | 0 | 0  | 0     | 0 |
| Total en su carrera                                                                                   | Total en su carrera | Total en su carrera | 64 | (122) | 4 | (7) | 0 | 0 | 68 | (129) | 0 |
| (1) Incluye datos de Lamar Hunt U.S. Open Cup. (2) Incluye datos de Liga de Campeones de la Concacaf. |                     |                     |    |       |   |     |   |   |    |       |   |

Inferiores/Universidad
| Club                         | País           | Año         | Partidos | Goles |
| ---------------------------- | -------------- | ----------- | -------- | ----- |
| Real Jersey FC               | Estados Unidos |             |          |       |
| Philadelphia Union Academy   | Estados Unidos |             |          |       |
| Philadelphia Union Sub-18/19 | Estados Unidos | 2017 - 2019 | 9        | (14)  |
| Georgetown Hoyas             | Estados Unidos | 2019 - 2020 | 12       | 0     |
| Total:                       | Total:         | Total:      | 21       | (14)  |

### Selección nacional
| Selección                                      | Año                 | Partidos | Goles |
| ---------------------------------------------- | ------------------- | -------- | ----- |
| El Salvador Sub-17                             |                     |          |       |
| 2017                                           | 2                   | (9)      |       |
| El Salvador Sub-23                             |                     |          |       |
| 2021                                           | 1                   | (1)      |       |
| Total en su carrera                            | Total en su carrera | 3        | (10)  |
| El Salvador                                    |                     |          |       |
| 2021                                           | 2                   | (2)      |       |
| 2022                                           | 3                   | (7)      |       |
| 2023                                           | 7                   | (10)     |       |
| 2024                                           | 7                   | (4)      |       |
| Total en su carrera                            | Total en su carrera | 19       | (23)  |
| Estadísticas hasta el 18 de noviembre de 2024. |                     |          |       |